# Szabolcs-Szatmár-Bereg vármegyei 5. sz. országgyűlési egyéni választókerület
A Szabolcs-Szatmár-Bereg vármegyei 5. sz. országgyűlési egyéni választókerület egyike annak a 106 választókerületnek, amelyre a 2011. évi CCIII. törvény Magyarország területét felosztja, és amelyben a választópolgárok egy-egy országgyűlési képviselőt választhatnak. A választókerület nevének szabványos rövidítése: Szabolcs-Szatmár-Bereg 05. OEVK. Székhelye: Mátészalka

## Területe
A választókerület az alábbi településeket foglalja magába:
1. Apagy
2. Baktalórántháza
3. Besenyőd
4. Csenger
5. Csengersima
6. Csengerújfalu
7. Fülpösdaróc
8. Géberjén
9. Győrtelek
10. Hodász
11. Jármi
12. Kántorjánosi
13. Kocsord
14. Komlódtótfalu
15. Laskod
16. Levelek
17. Magy
18. Mátészalka
19. Nagyecsed
20. Nyírcsaholy
21. Nyírjákó
22. Nyírkarász
23. Nyírkércs
24. Nyírmada
25. Nyírmeggyes
26. Nyírparasznya
27. Ófehértó
28. Ópályi
29. Ököritófülpös
30. Őr
31. Papos
32. Pátyod
33. Petneháza
34. Porcsalma
35. Pusztadobos
36. Rápolt
37. Rohod
38. Szamosangyalos
39. Szamosbecs
40. Szamostatárfalva
41. Tiborszállás
42. Tyukod
43. Ura
44. Vaja

## Országgyűlési képviselője
| Név           | Párt                                         | Párt        | Terminus | Megjegyzés                                   |
| ------------- | -------------------------------------------- | ----------- | -------- | -------------------------------------------- |
| Kovács Sándor |                                              | Fidesz-KDNP | 2014 –   | A 2014-es országgyűlési választás eredménye: |
| Kovács Sándor | A 2018-as országgyűlési választás eredménye: | Fidesz-KDNP | 2014 –   |                                              |
| Kovács Sándor | A 2022-es országgyűlési választás eredménye: | Fidesz-KDNP | 2014 –   |                                              |

## Demográfiai profilja
| Iskolai végzettség                | Iskolai végzettség               | Iskolai végzettség | Iskolai végzettség | Iskolai végzettség |
| --------------------------------- | -------------------------------- | ------------------ | ------------------ | ------------------ |
|                                   |                                  |                    |                    | fő                 |
| Általános iskolát nem végezte el  | Általános iskolát nem végezte el |                    | 3289               | 3289               |
| Általános iskola                  | Általános iskola                 |                    | 21593              | 21593              |
| Szakmunkás                        | Szakmunkás                       |                    | 14873              | 14873              |
| Érettségi                         | Érettségi                        |                    | 21197              | 21197              |
| Diploma                           | Diploma                          |                    | 8399               | 8399               |
| A 2022. évi népszámlálás szerint. |                                  |                    |                    |                    |

A Szabolcs-Szatmár-Bereg vármegyei 5. sz. választókerület lakónépessége 2022. október 1-jén 87 421 fő volt. A 2011-es és a 2022-es népszámlálás között 6225 fővel csökkent a választókerület lakosság száma. A választókerületben a korösszetétel alapján a legtöbben a középkorúak élnek 29 740 fővel, míg a legkevesebben az időskorúak 15 510 fővel. A választókerület lakosságának a 78,8%-nál van internet elérési lehetőség.
A legmagasabb befejezett iskolai végzettség szerint az általános iskolai végzettséggel rendelkezők élnek a legtöbben 21 593 fő, utánuk a következő nagy csoport az érettségizettek 21 197 fővel.
Gazdasági aktivitás szerint a lakosság közel fele foglalkoztatott 37 437 fő, második legjelentősebb csoport az inaktív keresők, akik főleg nyugdíjasok 21 356 fővel.
A választókerület legjelentősebb nemzetiségi csoportja a cigány 4069 fő, illetve a román 314 fő. Magyar állampolgársággal nem rendelkező külföldi állampolgárok aránya 0,4%.
Vallási összetétel szerint a választókerületben lakók legnagyobb vallása a református (28 464 fő), valamint jelentős közösség még a görögkatolikus (8833 fő). A vallási közösséghez nem tartozók száma szintén jelentős (2700 fő), a választókerületben a negyedik legnagyobb csoport a református, a görögkatolikus és a római katolikus vallás után. 

## Országgyűlési választások

### 2014
A 2014-es országgyűlési választáson az alábbi jelöltek indultak:
| Jelölt neve                    | Jelölő szervezet(ek)  |
| ------------------------------ | --------------------- |
| Gáldi Ádám György              | JESZ                  |
| Szőcsi Richárd                 | EU.ROM                |
| Halmi József                   | MSZP-EGYÜTT-DK-PM-MLP |
| Gellért Sándor                 | ÖP                    |
| Pásku Károly                   | MUNKÁSPÁRT            |
| Balogh Pál                     | KISGAZDAPÁRT-MIÉP     |
| Kovács Sándor (győztes jelölt) | FIDESZ-KDNP           |
| Tempfli József                 | LMP                   |
| Juhász Jácint Gyula            | MRPP                  |
| Varga Gábor                    | FKGP                  |
| Tóthné Kun Andrea Éva          | SMS                   |
| Kissné Kovács Zsuzsanna        | SEM                   |
| Guthy Máté                     | SZOCIÁLDEMOKRATÁK     |
| Sasvári Erzsébet               | ZÖLDEK                |
| Apáti István                   | JOBBIK                |
| Horváth Antal                  | MCP                   |
| Szász József                   | A HAZA NEM ELADÓ      |

### 2018
A 2018-as országgyűlési választáson az alábbi jelöltek indultak:
| Jelölt neve                    | Jelölő szervezet(ek)  |
| ------------------------------ | --------------------- |
| Tárkányi Sándor                | LMP                   |
| Tárkányi József Árpádné        | REND PÁRT             |
| Budai Tiborné                  | CSP                   |
| Magyar Péter                   | MOMENTUM              |
| Kovács Sándor (győztes jelölt) | FIDESZ-KDNP           |
| Apáti István                   | JOBBIK                |
| Pásku Károly                   | MUNKÁSPÁRT            |
| Szász József                   | A HAZA PÁRTJA         |
| Takács Zoltán                  | MIÉP                  |
| Szabó Erzsébet                 | NP                    |
| Szabó Tünde                    | MEDETE PÁRT           |
| Horváth Antal                  | TENNI AKARÁS MOZGALOM |
| Schachinger Zsolt              | KÖZÖS NEVEZŐ          |
| Gellért Sándor                 | ÖP                    |
| Kukucska György                | MMM                   |
| Baloghné Csáki Renáta          | TAMP                  |
| Csomáliné Rácz Erika           | DK                    |
| Ponczók Lajos                  | EMMO                  |
| Ponczók István                 | MISZEP                |
| Lakatos Miklós                 | EU.ROM                |